# Obelisco meridiana di Napoli

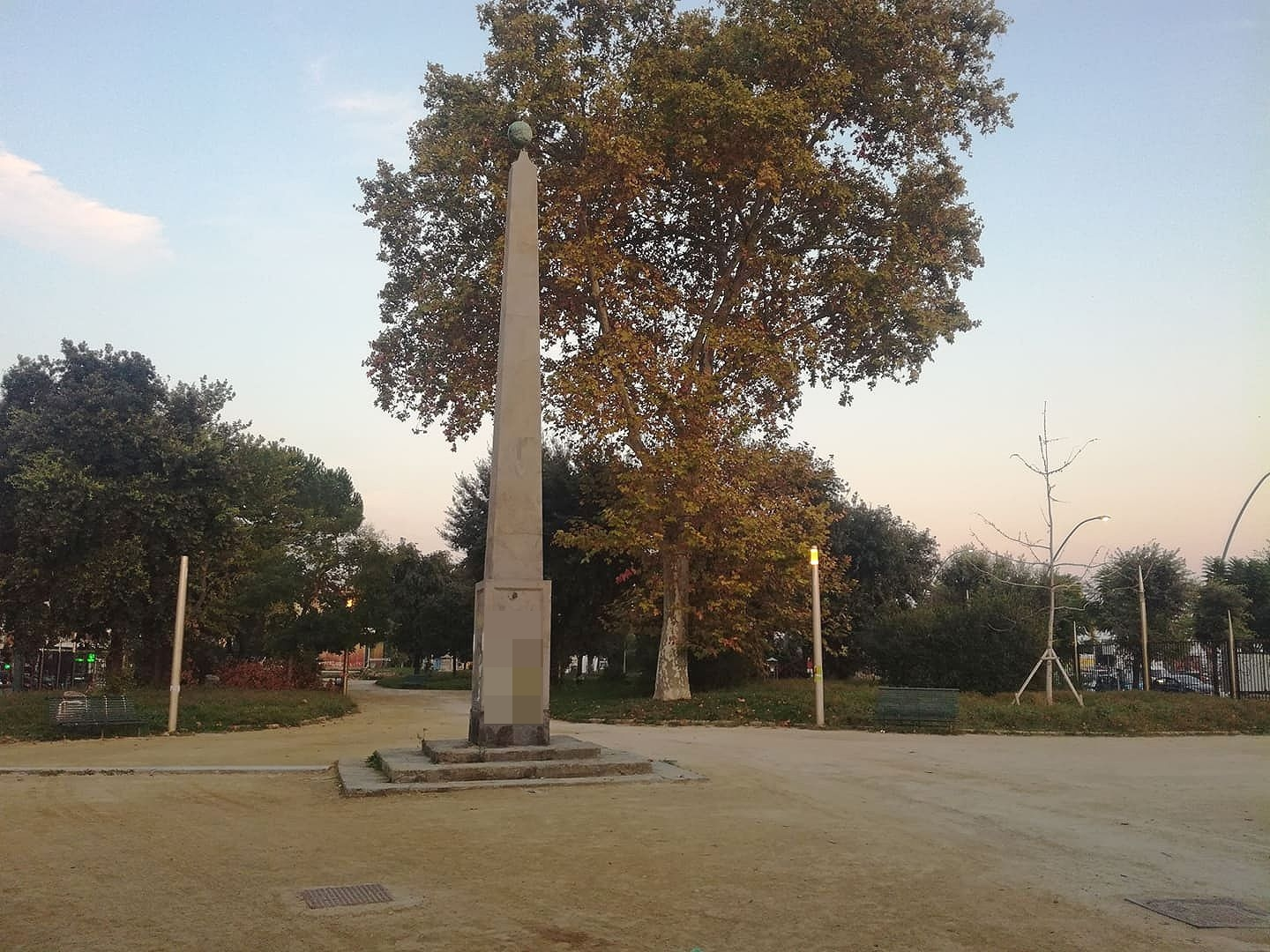
L'obelisco meridiana

L'Obelisco meridiana, in origine Gnomone della meridiana, è uno degli obelischi di Napoli.
Situato nella Villa comunale (ex Villa Reale), si tratta di una delle circa trenta antiche meridiane della città (le altre sono: quelle della chiesa dei Girolamini, del complesso della basilica della Santissima Annunziata Maggiore, del MANN, ecc.).
La sua costruzione, dovuta a Stefano Gasse, si colloca nel periodo dei lavori di ampliamento del giardino settecentesco.
La struttura in oggetto, così come le restanti della città, si distingue per la sua grande semplicità sia artistica che tecnica: essa è infatti priva ad esempio dei classici motti in latino o in italiano.
L'obelisco è alto circa 15 metri ed è stato costruito completamente in piperno.